# Aleksander Mroczkowski (malarz)
Aleksander Mroczkowski (ur. 25 listopada 1850 w Krakowie, zm. 26 sierpnia 1927 w Stubnie k. Przemyśla) – polski malarz.

## Życiorys
W latach 1865–1873 studiował w Szkole Sztuk Pięknych w Krakowie w pracowni Władysława Łuszczkiewicza, Feliksa Szynalewskiego i Leona Dembowskiego, a następnie w latach 1873-1877 w Akademii Sztuk Pięknych w Monachium w pracowni Alexandra Wagnera i Otto Seitza (w końcu listopada 1873 r. zgłosił się do Akademii – klasa: Malschule). Po powrocie do Krakowa Mroczkowski kształcił się jeszcze w Szkole Sztuk Pięknych, gdzie czerpał wiedzę od mistrza pędzla – Jana Matejki. Edukacja malarza zakończyła się dopiero w 1881 roku. Ponownie do Monachium, w którym przebywał aż do 1888 roku.
Tworzył w stylu realistycznym, często podejmował temat pejzaży tatrzańskich oraz wiejskich krajobrazów, takich jak Pejzaż z zagrodą (1878, Muzeum Sztuki w Łodzi) czy W żniwa (1882, Muzeum Narodowe w Warszawie). Malował również portrety, sceny rodzajowe, kompozycje historyczne i sakralne, zajmował się także malarstwem dekoracyjnym.

## Galeria

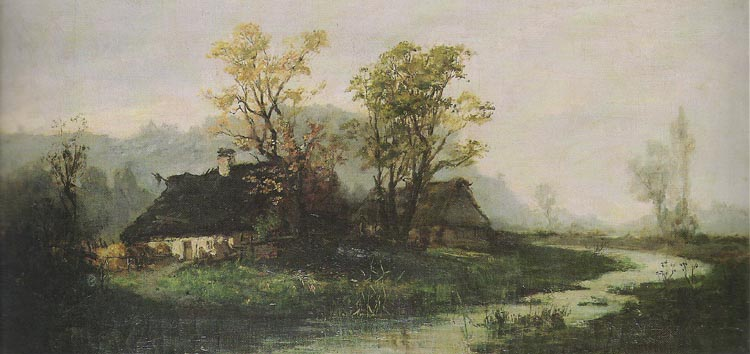
Pejzaż z zagrodą, 1878, Narodowe Muzeum Sztuki w Łodzi
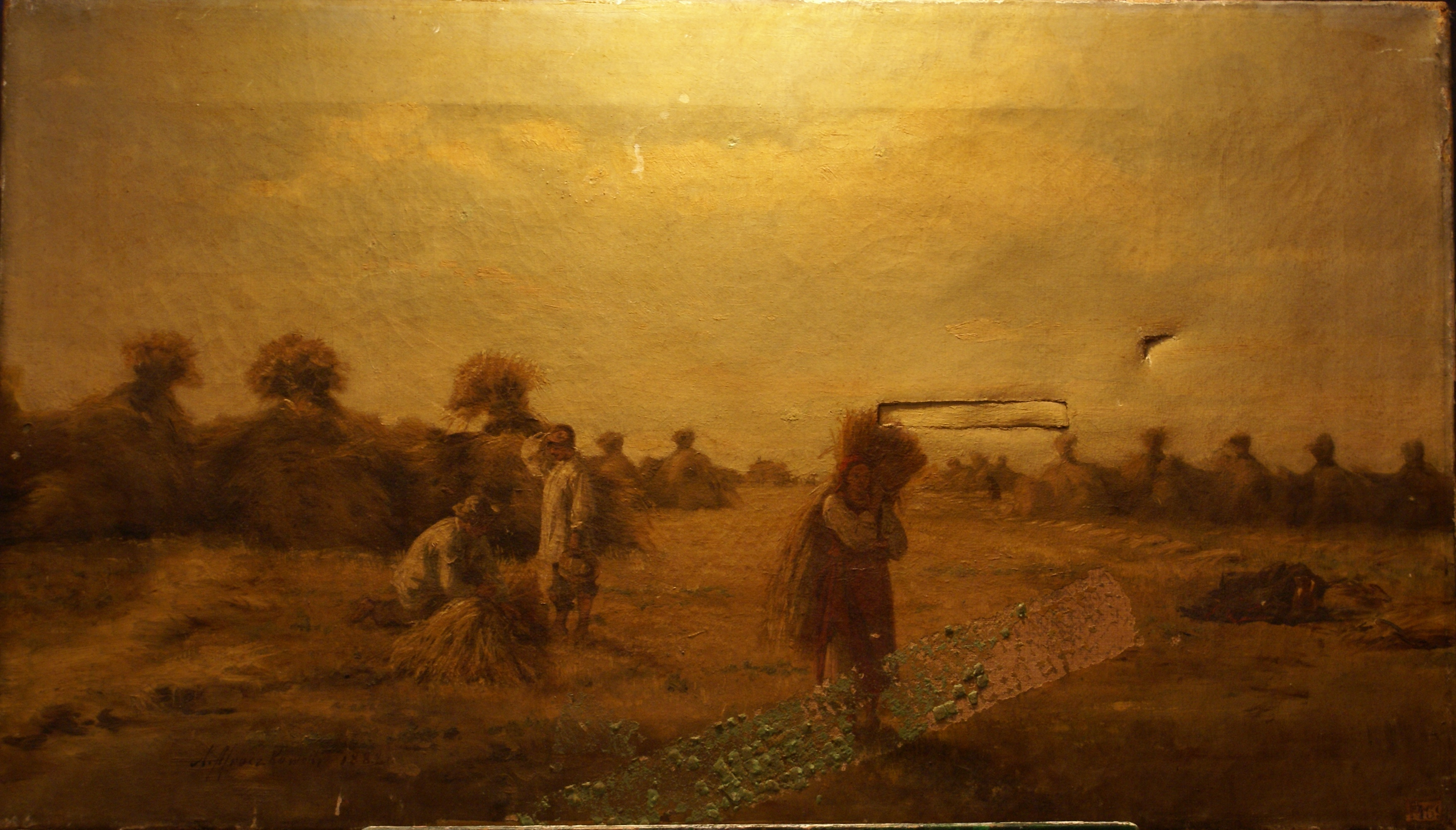
W żniwa, 1882, Muzeum Narodowe w Warszawie
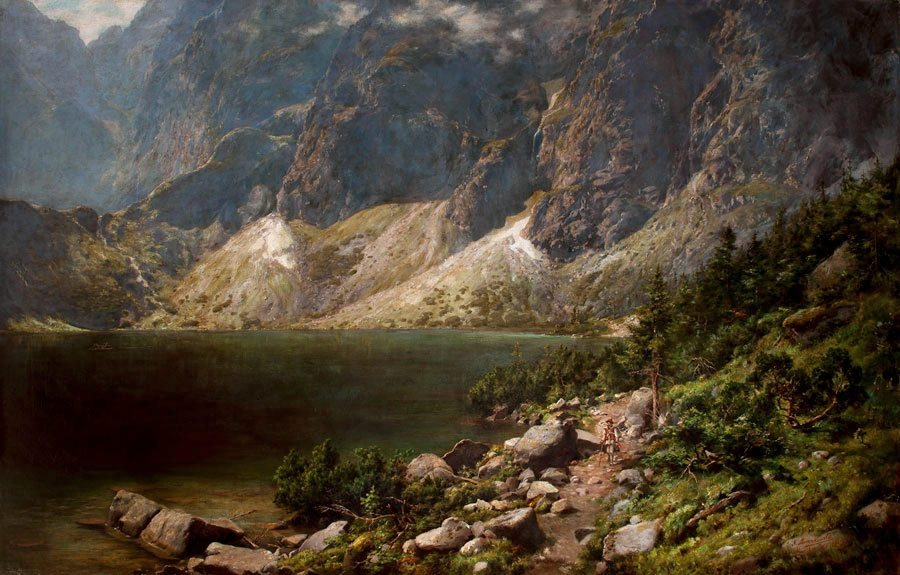
Morskie Oko, 1891, Muzeum Narodowe w Krakowie
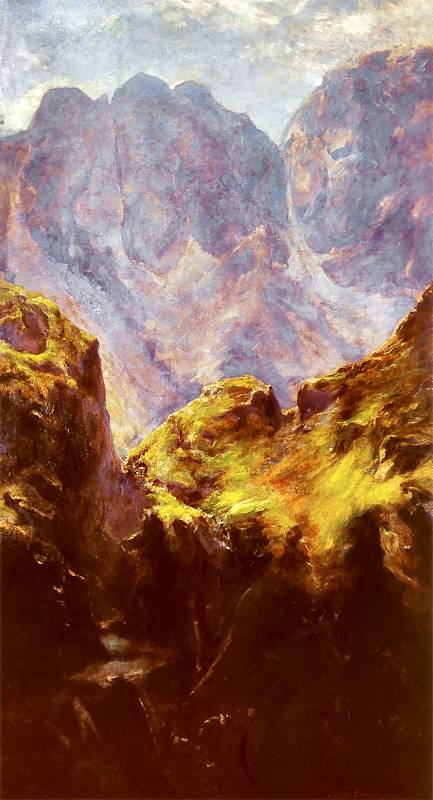
Zawrat, 1905, Muzeum Tatrzańskie, Zakopane
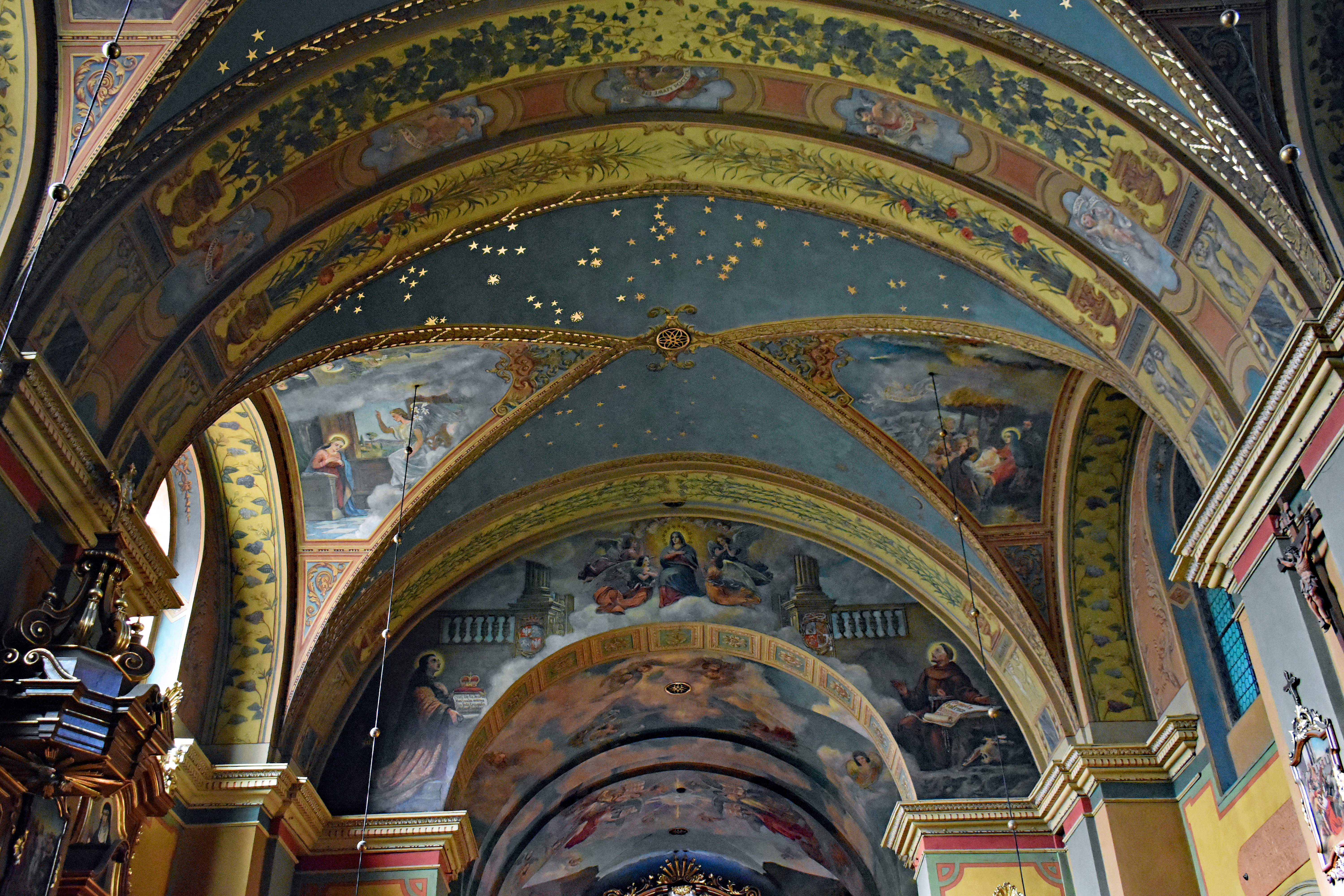
Polichromia w kościele św. Kazimierza (reformatów) w Krakowie, 1904.